# Pacem in terris
Pacem in terris (latin ”Fred på jorden”) är en encyklika promulgerad av påve Johannes XXIII den 11 april 1963. Encyklikan tar upp fredsfrågor och mänskliga rättigheter. Det blev Johannes XXIII:s åttonde och sista encyklika; han avled knappt två månader senare.
Pacem in terris avfattades mitt under kalla kriget. Två år tidigare, 1961, hade Berlinmuren uppförts, och det hade förflutit endast ett halvår sedan kubakrisen. 